# Jiménez (Chihuahua)
Jiménez es una ciudad del estado mexicano de Chihuahua, ubicada en el extremo sureste de la entidad, en el Bolsón de Mapimí, y cercano a la frontera con el estado de Durango, es la primera ciudad al entrar por la parte sur del estado de Chihuahua. También es conocida como la tierra de las Aguas Termales, debido a los múltiples yacimiento que se encuentran en este Municipio.

## Historia
La zona donde hoy se asienta ciudad Jiménez fue de las primeras en ser exploradas por los colonizadores españoles, provenientes de las cercanas Santa Bárbara, Parral y Valle de San Bartolomé, hoy Valle de Allende, el primer asentamiento español en la región data del año de 1643 cuando el capitán Diego de Zubía edificó a orillas del Río Florido la Hacienda de Dolores de Guajoquilla, sin embargo, en 1644 se sublevaron los indios tobosos, que asaltaron las haciendas y obligaron a su abandono, se repobló en 1652 y en 1671 volvió a ser abandonada por las mismas causas. Finalmente, el 4 de enero de 1753 el capitán Bernardo Antonio Bustamante y Tagle fundó el presido militar de Santa María de las Caldas del valle de Guajoquilla población que se logró consolidar y que dio origen a la actual ciudad de Jiménez.
Al llegar la independencia de México, el Congreso de Chihuahua le modificó su nombre por el de Villa de Jiménez el 28 de octubre de 1826, en honor de José Mariano Jiménez, héroe de la independencia fusilado en Chihuahua en 1811; y en 1898 se otorgó el grado de ciudad. El mayor desarrollo de la población se dio a finales del siglo XIX e inicios del siglo XX al llegar a la ciudad el ferrocarril México-Ciudad Juárez, convirtiéndola en un importante centro ferrocarrilero y nudo de comunicaciones, por esta misma razón, al estallar la Revolución mexicana, cuyas fuerzas combatientes se trasladaban mayormente en ferrocarril, hicieron de Jiménez uno de los principales centros de actividad. Con la baja en las actividades de los ferrocarriles hacia finales del siglo XX, la principal actividad económica de Jiménez decreció, con lo que fue necesario la diversificación de las actividades.
Uno de los lugares actuales donde aún existen ruinas que se fabricaron durante la estancia de los españoles es la "Hacienda de Dolores" también conocida como "EJIDO LIBERTAD, Jiménez  Chih." lugar en el cual vivían los hacendados más ricos de la región, entre los indicios que quedaron se encuentra las canaletas de piedra que se usaban para canal de la fábrica de telares y una hermosa Iglesia de dos torres la cual recientemente fue reconstruida por los pobladores actuales del lugar, ya que por el tiempo transcurrido de su construcción a la fecha se estaba deteriorando. La Hacienda de Dolores, el propietario de esa época fue Silvano Ríos Aguirre, que también fue juez de paz de Jiménez y también Presidente Municipal.

### Batallas
La Tierra de aguas termales, que inicia con el famoso Ojo de Dolores, a pocos kilómetros del Centro Histórico se encuesta el balnario Las Pampas y por la Carretera a la Cd. de Torreón se llega a la exhacienda de los Remedios.
En las inmediaciones de la ciudad tuvieron lugar tres importantes batallas, la primera fue la Batalla de Rellano el 24 de marzo de 1912, en que las fuerzas de Pascual Orozco, rebeladas contra el gobierno de Francisco I. Madero derrotaron a las fuerzas federales al mando del Gral. José González Salas, que se suicidó tras la derrota; la segunda se dio el 22 y 23 de mayo del mismo año, cuando las fuerzas federales comandadas por Victoriano Huerta derrotaron a los orozquistas; finalmente, la tercera fue durante la Rebelión escobarista o "Rebelión Renovadora", encabezado por el general José Gonzalo Escobar, quien se atrincheró en la ciudad. Tras varias batallas y ataques por la Fuerza Aérea Mexicana, el 25 de marzo de 1929 el  general Plutarco Elías Calles dirigió la decisiva y sangrienta batalla de Jiménez; el Río Florido dividía a las tropas de ambos bandos por lo que la artillería y la Fuerza Aérea fueron clave en la derrota de Escobar.
En la ciudad se cultivan principalmente la nuez, el chile y la cebolla aunque también se practica la ganadería. También se encuentran bellos manantiales visitados por turistas todo el año.

### Turismo
- Centro Histórico de Ciudad Jiménez
- Zona del Silencio
- Antiguo Cuartel División del Norte
- Ojo de Dolores (aguas termales)
- Las Pampas (centro balneario)
- La Hacienda de los Remedios (cavernas con aguas termales)

### Espacios Culturales
- La iglesia del Santo Cristo De Burgos
- Teatro Jiménez
- Casa de la Cultura

### Parques, plazas y centros recreativos
- Plaza de Armas
- Plaza de Lilas
- Plaza Bicentenario
- Parque la Amistad
- Parque Infantil
- Parque Morelos
- Parque de la Chiva
- Glorieta Mariano Jiménez
- Plaza de Los Presidentes Ilustres
- Plaza de la 4.ª Transformación de México

### Monumentos importantes y estructuras monumentales
- Palacio Municipal
- Calzada Juárez
- Iglesia del Santo Cristo de Burgos
- La puerta de entrada a Ciudad Jiménez (principal ícono ya que se encuentra en la entrada norte de la ciudad y en esta se encuentra un monumento al fundador Bernardo Antonio de Bustamante y Tagle)
- Antiguo cuartel División del Norte
- Molino Harinero
- La Casona
- Monumento al Jornalero
- Busto a Mariano Jiménez
- Monumento a Don Miguel Hidalgo y Costilla
- Busto de Benito Juárez
- Monumento a la Madre (Plaza de Lilas)

### Espacios Deportivos
- Unidad Deportiva
- Estadio 21 de Marzo
- Estadio de Fútbol del Instituto Tecnológico de Ciudad Jiménez (ITCDJ)
- Estadio de Fútbol la Alameda
- Estadio de Fútbol Colonia PRI
- Polyforum Jiménez (Plaza de Toros Miguel Ángel)
- Lienzo charro
- Gimnasio Auditorio Manuel Gómez Morín
- Gimnasio Parroquial
- Gimnasio Infantil Luis Donaldo Colosio
- La Movida Bar

### Equipos Deportivos

#### Beisbol
Una tradición en el Municipio de Jiménez, Tierra de Aguas Termales, donde el beisbol no es deporte sino una religión, actualmente pertenece a la Octava zona de Beisbol del Estado de Chihuahua con el famoso equipo Los Rojos de Jiménez, en su estadio Municipal 21 de Marzo o el Caníbal Park. 

#### Fútbol
Diablos Azules FC, club de fútbol que participa en la Categoría Libre de la Liga Municipal. Fue fundado el 29 de julio de 2014 y aspira a convertirse en el club de fútbol que represente a la ciudad a nivel profesional en Liga de Ascenso.

### Educación
Ciudad Jiménez cuenta con gran variedad de instituciones educativas, para todos los niveles dada su población mayoritariamente en edad escolar;
Educación secundaria
- Secundaria Federal (Prof. Miguel A. López)
- Secundaria Estatal 3036
- Secundaria Técnica 36
- Colegio Regional de Jiménez

Educación media superior
- Centro de Bachillerato Tecnológico Industrial y de Servicios N.º 138 (CBTIS 138)
- Colegio de Bachilleres del Estado de Chihuahua (COBACH 20)
- Preparatoria Abraham González
- Telebachillerato de Héroes de la Revolución

Educación superior
- Instituto Tecnológico de Ciudad Jiménez (ITCDJ)
- Cabe Mencionar la importante participación de la Ing.Julia Hernández Ruvalcaba y de más compañeros del tecnológico,que gracias a sus Gestiones se logró dejar de ser extensión del Tecnológico de Parral para convertirse en nuestro actual tecnológico de Jiménez.
- Universidad Tecnológica De Camargo, UNIDAD JIMÉNEZ (UTJ)
- ICATECH (ITC)
- Secundaria Estatal DOWN 3036

## Clima

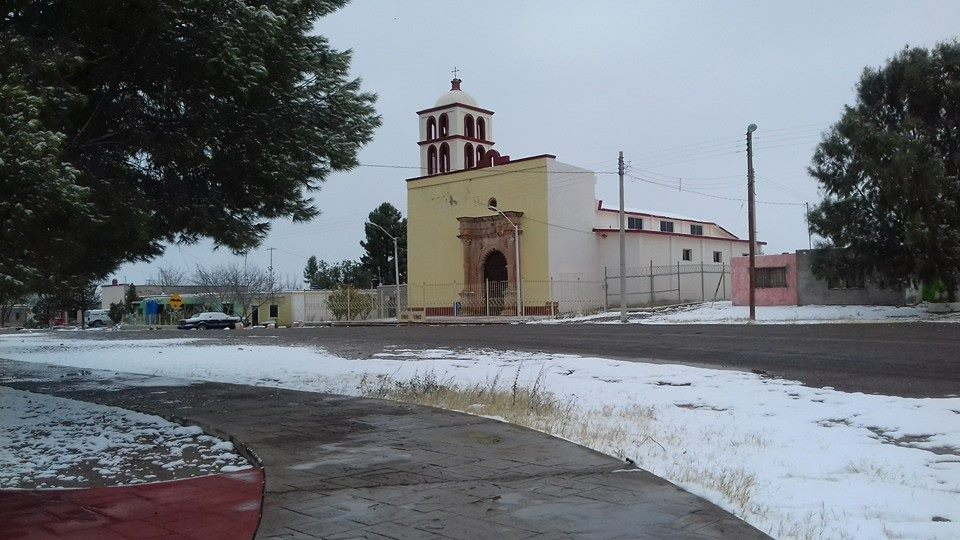
Capilla de Nuestra Señora de los Dolores en un día nevado.

Jiménez cuenta con un clima muy variado, pese a ser una ciudad desértica sí podemos observar algunas lluvias torrenciales durante los meses de julio y agosto.
Los veranos son cortos y muy calientes; los inviernos son cortos, fríos y secos y es común que se encuentre parcialmente nublado. 
Durante el transcurso del año la temperatura generalmente varía de -7 °C a 41 °C y rara vez baja a menos de -7 °C o sube a más de 41 °C.
La temporada calurosa dura 5 meses aproximadamente (de mayo a septiembre), y la temperatura máxima promedio diaria aproximada en estos meses es de entre 31 a 36 °C, mientras que la mínima promedio diaria aproximada es de entre 16 a 20 °C. 
La temporada fría dura 5 meses aproximadamente (de noviembre a marzo), y la temperatura máxima promedio diaria aproximada en estos meses es de entre 21 a 27 °C, mientras que la mínima promedio diaria aproximada es de entre 2 a 7 °C.
| Parámetros climáticos promedio de Jimenez (DGE), Chihuahua (1370 msnm) normales 1971–2000 | Parámetros climáticos promedio de Jimenez (DGE), Chihuahua (1370 msnm) normales 1971–2000 | Parámetros climáticos promedio de Jimenez (DGE), Chihuahua (1370 msnm) normales 1971–2000 | Parámetros climáticos promedio de Jimenez (DGE), Chihuahua (1370 msnm) normales 1971–2000 | Parámetros climáticos promedio de Jimenez (DGE), Chihuahua (1370 msnm) normales 1971–2000 | Parámetros climáticos promedio de Jimenez (DGE), Chihuahua (1370 msnm) normales 1971–2000 | Parámetros climáticos promedio de Jimenez (DGE), Chihuahua (1370 msnm) normales 1971–2000 | Parámetros climáticos promedio de Jimenez (DGE), Chihuahua (1370 msnm) normales 1971–2000 | Parámetros climáticos promedio de Jimenez (DGE), Chihuahua (1370 msnm) normales 1971–2000 | Parámetros climáticos promedio de Jimenez (DGE), Chihuahua (1370 msnm) normales 1971–2000 | Parámetros climáticos promedio de Jimenez (DGE), Chihuahua (1370 msnm) normales 1971–2000 | Parámetros climáticos promedio de Jimenez (DGE), Chihuahua (1370 msnm) normales 1971–2000 | Parámetros climáticos promedio de Jimenez (DGE), Chihuahua (1370 msnm) normales 1971–2000 | Parámetros climáticos promedio de Jimenez (DGE), Chihuahua (1370 msnm) normales 1971–2000 |
| Mes                                                                                       | Ene.                                                                                      | Feb.                                                                                      | Mar.                                                                                      | Abr.                                                                                      | May.                                                                                      | Jun.                                                                                      | Jul.                                                                                      | Ago.                                                                                      | Sep.                                                                                      | Oct.                                                                                      | Nov.                                                                                      | Dic.                                                                                      | Anual                                                                                     |
| ----------------------------------------------------------------------------------------- | ----------------------------------------------------------------------------------------- | ----------------------------------------------------------------------------------------- | ----------------------------------------------------------------------------------------- | ----------------------------------------------------------------------------------------- | ----------------------------------------------------------------------------------------- | ----------------------------------------------------------------------------------------- | ----------------------------------------------------------------------------------------- | ----------------------------------------------------------------------------------------- | ----------------------------------------------------------------------------------------- | ----------------------------------------------------------------------------------------- | ----------------------------------------------------------------------------------------- | ----------------------------------------------------------------------------------------- | ----------------------------------------------------------------------------------------- |
| Temp. máx. abs. (°C)                                                                      | 32.5                                                                                      | 35                                                                                        | 38                                                                                        | 40                                                                                        | 43                                                                                        | 44                                                                                        | 43                                                                                        | 40                                                                                        | 40                                                                                        | 38                                                                                        | 34                                                                                        | 31                                                                                        | 44                                                                                        |
| Temp. máx. media (°C)                                                                     | 20.3                                                                                      | 23.0                                                                                      | 26.9                                                                                      | 30.1                                                                                      | 33.8                                                                                      | 35.5                                                                                      | 33.5                                                                                      | 32.2                                                                                      | 30.7                                                                                      | 28.3                                                                                      | 23.6                                                                                      | 20.6                                                                                      | 28.2                                                                                      |
| Temp. media (°C)                                                                          | 10.7                                                                                      | 12.8                                                                                      | 16.4                                                                                      | 19.7                                                                                      | 23.6                                                                                      | 26.6                                                                                      | 25.7                                                                                      | 24.8                                                                                      | 23.1                                                                                      | 19.5                                                                                      | 14.0                                                                                      | 11.1                                                                                      | 19.0                                                                                      |
| Temp. mín. media (°C)                                                                     | 1.2                                                                                       | 2.6                                                                                       | 5.8                                                                                       | 9.3                                                                                       | 13.5                                                                                      | 17.6                                                                                      | 17.9                                                                                      | 17.3                                                                                      | 15.5                                                                                      | 10.6                                                                                      | 4.5                                                                                       | 1.5                                                                                       | 9.8                                                                                       |
| Temp. mín. abs. (°C)                                                                      | -9.5                                                                                      | -8                                                                                        | -5                                                                                        | -3                                                                                        | 4                                                                                         | 11                                                                                        | 2                                                                                         | 10                                                                                        | 4                                                                                         | -2                                                                                        | -7                                                                                        | -10                                                                                       | -10                                                                                       |
| Precipitación total (mm)                                                                  | 8.8                                                                                       | 4.6                                                                                       | 3.5                                                                                       | 4.6                                                                                       | 13.6                                                                                      | 43.2                                                                                      | 75.5                                                                                      | 73.9                                                                                      | 62.4                                                                                      | 23.0                                                                                      | 8.0                                                                                       | 8.0                                                                                       | 329.1                                                                                     |
| Fuente: Servicio Meteorológico Nacional                                                   |                                                                                           |                                                                                           |                                                                                           |                                                                                           |                                                                                           |                                                                                           |                                                                                           |                                                                                           |                                                                                           |                                                                                           |                                                                                           |                                                                                           |                                                                                           |

## Medios de comunicación

### Internet
La ciudad cuenta con servicio de internet dado por Telmex, Nidix y Cosmocable.

### Televisión de Paga
La ciudad cuenta con los servicios de SKY México y Dish México.

### Canal de Televisión
| Estación  | TDT | Subcanal                        | Grupo televisivo / Dependencia | Notas                                          |
| --------- | --- | ------------------------------- | ------------------------------ | ---------------------------------------------- |
| XHBU-TDT  | 33  | 2.1 HD - Canal de las Estrellas | Televisa                       | •                                              |
| XHJCH-TDT | 24  | 1.1 HD - Azteca 13              | TV Azteca                      | •                                              |
| VMasTV    | 14  | Canal 14                        | VMedia Comunicaciones          | Canal de televisión por cable local de Jiménez |

### Estaciones de radio
Frecuencia Modulada
| Frecuencia kHz | Estación | Nombre        | Ubicación del transmisor | Potencia kW | Operador                   | Notas |
| 92.9           | XHJZ-FM  | La Campera    | ¿?                       | 25.0        | VMedia Comunicaciones      |       |
| 104.3          | XHJIM-FM | Halcón Stereo | ¿?                       | 10          | José Luis Chavero Resendiz |       |
| 105.1          | XHCJZ-FM | La Tremenda   | ¿?                       | 30.0        | Grupo Garza Limon          |       |

## Alcaldes
| Presidente Municipal                    | Periodo   | Partido |
| --------------------------------------- | --------- | ------- |
| Alejandro Mendoza Rivera                | 1950-1952 |         |
| Ambrosio Gutiérrez González             | 1953-1955 |         |
| Alejandro Mendoza Rivera                | 1956-1957 |         |
| Salvador Acosta Gutiérrez               | 1957-1959 |         |
| Alberto Quintana Espinoza               | 1962-1963 |         |
| Miguel Ángel Rosas Rodríguez            | 1963-1964 |         |
| Apolinar Cueva y Cueva                  | 1966-1968 |         |
| Santiago Almada Russo                   | 1969-1970 |         |
| Gaspar Acosta Olivas                    | 1971      |         |
| Manuel Beltrán Villanueva               | 1971-1974 |         |
| Ismael Rodríguez Loya                   | 1974-1977 |         |
| Elzar Holguín Guerra                    | 1977-1980 |         |
| Mario Pérez Urquiza                     | 1980-1983 |         |
| Zacarias Luján Luján                    | 1983-1986 |         |
| Juan Torres Ramírez                     | 1986      |         |
| Alberto Quintana Díaz                   | 1986-1989 |         |
| Carolina Pereyra de Álvarez             | 1989-1992 |         |
| Flavio Filomeno Acosta Cano de los Ríos | 1992-1995 |         |
| César Cabello Ramírez                   | 1995-1998 |         |
| Amador Moreno Luján                     | 1998-2001 | [       |
| Ramón Jaime Banda Calderón              | 2001-2004 |         |
| Amador Moreno Luján                     | 2004-2007 |         |
| Jesús Manuel Vázquez Medina             | 2007-2010 |         |
| Marcos Chávez Torres                    | 2010-2013 |         |
| José Pilar Flores                       | 2013-2016 |         |
| José Arnoldo Abes Durán                 | 2016-2018 |         |
| Marcos Chávez Torres                    | 2018-2021 |         |
| Marcos Chávez Torres                    | 2021-2024 |         |